# علي الرياحي
علي الرياحي هو فنان وملحن تونسي ولد في 30 مارس 1912 وتوفي في 27 مارس 1970 في تونس العاصمة.
قام عام 1945 بدورة فنية في الجزائر. في أفريل 1950 قامت هيئة الإذاعة البريطانية ببث برنامج عليه. منحه محمد الأمين باي عام 1954 نيشان الافتخار. في جانفي 1970 دخل إلى المستشفى بسبب ارتفاع نسبة الكولستيرول. في 27 مارس 1970، بينما كان في حفلة على خشبة المسرح البلدي بتونس توفي بسبب نوبة قلبية. في مقابلة صحفية على الإذاعة جرت معه أسبوع قبل الحفل كان الرياحي تمنى أن يتوفى على خشبة المسرح.
كان أول تونسي يمزج القالبين الشرقي والتونسي في أغانيه التي يشدو بها إلى حد الآن عديد المغنين التونسيين. يعتبر من المجددين في الموسيقى التونسية ويبقى رمزا من رموز الأغنية التونسية.

## مسيرته
كان يجهل القراءة والكتابة وهو أمر لم يحل دونه ودون التلحين حيث كان يدندن اللحن ثم يقوم بتلحينه على آلة «الطار» لضبط إيقاعه. أمّا التدوين والترقيم الموسيقي فقد كان يقوم به مجموعة من الملحنين الذين آمنوا بموهبته أمثال أحمد القلعي ومحمد الزهروني ووناس كريم وعبد الحميد بلعلجية . كان أول من أدخل الإيقاع الأفريقي على الألحان التونسية وذلك في أغنيته الشهيرة «حبيبتي الزنجية» التي كتب كلماتها نور الدين صمود.

## أغاني علي الرياحي
- عايش من غير أمل [2]
- قالتلي كلمه
- بيت الشعر
- يا سالمة
- العالم يضحك
- إن شالله زينة
- يا شاغلة بالي
- هي نسمة
- عزة يا عزة
- زينة
- يا شريفة
- سامحني
- معبودتي
- جريت وراك
- تكويت
- شد السيف
- أنا كالطير
- ما حبيتش
- يا الي ظالمني